# Alzinera de Can Gaspar
L'Alzinera de Can Gaspar (Quercus ilex subsp. ballota) és un arbre que es troba a Llindars (la Ribera d'Ondara, la Segarra), la qual és una alzina de mida considerable, d'una gran bellesa estètica i emmarcada en un paratge agrícola molt bonic.

## Dades descriptives
- Perímetre del tronc a 1,30 m: 3,30 m.
- Perímetre de la base del tronc: 4,20 m.
- Alçada: 19,21 m.
- Amplada de la capçada: 18,54 m.
- Altitud sobre el nivell del mar: 699 m.[1]

## Entorn
Es troba entre camps agrícoles actius i camins de pagès amb vegetació herbàcia formada, entre altres plantes, per carabassina, ravenissa blanca, ravenissa groga, blet, tomaquera del diable, lletsó, fonoll, gafets, plantatge de fulla estreta, dent de lleó i Malva; amb vegetació arbustiva, formada per esbarzer, gavarrera, sanguinyol i aranyoner, i amb un estrat arbori compost bàsicament per arbres fruiters com l'ametller i el ginjoler, entre d'altres. Quant a fauna, abunden la cadernera, la mallerenga carbonera i la cotxa fumada.

## Aspecte general
Té un estat general més que acceptable. L'excés de densitat foliar li provoca sequera en les parts baixes de la capçada. Tanmateix, l'excés de pes li pot provocar el trencament d'alguna branca en el futur. Sembla haver estat llampada en el passat, perquè s'hi veu una llarga cicatriu vertical a gairebé tot el tronc.

## Accés
A la carretera que va de Cervera a Vilagrasseta, just al trencall d'aquest poble, tombem a la carretera que duu a Llindars. Un cop al llogaret, trobarem a la nostra dreta Can Gaspar amb la seua alzinera. Si seguim el camí (que duu a un magatzem i a una àrea de jocs infantils), a peu de camí i a la nostra dreta, hi trobarem també un altre arbre remarcable: el Roure de Llindars. GPS 31T 0358271 4607088.